# 土居真俊
土居 真俊（どい まさとし、1907年10月24日 - 1988年12月7日）は、日本の神学者、宗教学者。同志社大学名誉教授。

## 経歴
愛媛県西宇和郡双岩村（現・八幡浜市）生まれ。同志社大学文学部神学科卒、シカゴ神学校、ハートフォード神学校でPh.D.。1956年同志社大神学部教授。1973年紫綬褒章受章。1978年定年退任、名誉教授。1979年勲三等瑞宝章受章。

## 著書
- ティリッヒ （日本基督教団出版部〔人と思想シリーズ〕 1960年）
- 意味の探究 生きるということ （日本基督教団出版部 1962年）
- 意味の神学 宣教の神学序説 （日本基督教団出版部 1963年）
- 現代人の渇き （教文館〔現代キリスト教双書〕 1971年）
- 人生を見る目 （春秋社 1979年4月）
- キリスト教と仏教 土居真俊宗教論集 （法蔵館 1989年12月）
- 意味ある人生 現代・キリスト教・死生観 （日本基督教団出版局 1990年7月）
- 親鸞とキリスト教 （対話集 法蔵館 1990年2月）

## 共著編
- 信仰・希望・愛 （鈴木正久、国谷純一郎共著 基督教団出版部〔女性と生活シリーズ〕 1960年）
- 現代における宗教の人間観 （法蔵館 1983年1月）

## 翻訳
- 新しき存在 （パウル・ティリッヒ 新教出版社 1958年）
- 神の存在論的探究 聖書の宗教と究極的実在の探究 （P.チィリッヒ 理想社〔宗教思想選書〕 1961年）
- 聖餐論 （J.-J.フォン・アルメン 片山寿昭共訳 日本基督教団出版局 1972年）
- 組織神学 第3巻 生と霊・歴史と神の国 （ティリッヒ 新教出版社 1984年8月）

## 参考
- 「ティリッヒ」著者紹介文
- 日本キリスト教歴史大事典編集委員会『日本キリスト教歴史人名事典』教文館、2020年。